# Kasztília uralkodóinak listája
Kasztília királyainak birodalma a mai Spanyolország központi részein terült el. A Kasztíliai Királyság elődje, a Kasztíliai grófság Asztúriából vált ki. Amikor az Asztúriai Királyság Leóni Királysággá alakult, Kasztília még a birodalom egyik keleti grófsága volt. Később Kasztília grófjai rokoni kapcsolatba kerültek León uralkodóival, és a két terület koronáját egyesítették.

Az alábbi táblázat nem tartalmazza Asztúria királyait, de León uralkodóit igen.

## Kasztíliai grófság (931–1065)

### Jimeno-ház (1029–65)
| Uralkodó                                                                         | Életterminusa                                        | Uralkodása kezdete | Uralkodása vége    | Uralkodóháza | Megjegyzés                                                                                     | Portré |
| -------------------------------------------------------------------------------- | ---------------------------------------------------- | ------------------ | ------------------ | ------------ | ---------------------------------------------------------------------------------------------- | ------ |
| I. Nagy Ferdinánd spanyolul: Fernando I el Grande Kasztília grófja, León királya | 1016 körül – 1065. december 27. (49 éves kora körül) | 1029               | 1065. december 27. | Jimenóiak    | III. Sancho navarrai király és Kasztíliai Muniadona Mayor fia, egyben leóni király (1037–1065) |        |

## Kasztíliai Királyság (1065–1556)

### Jimeno-ház (1065–1126)
| Uralkodó                                                                           | Életterminusa                                      | Uralkodása kezdete | Uralkodása vége  | Uralkodóháza | Megjegyzés | Portré |
| ---------------------------------------------------------------------------------- | -------------------------------------------------- | ------------------ | ---------------- | ------------ | --- | ------ |
| II. Erős Sancho spanyolul: Sancho II el Fuerte Kasztília és León királya           | 1036 körül – 1072. október 7. (34 éves kora körül) | 1065. december 27. | 1072. október 7. | Jimenóiak    | I. Ferdinánd kasztíliai gróf és leóni király és Leóni Sancha királyné fia, egyben León királya (1072)                 |        |
| VI. Bátor Alfonz spanyolul: Alfonso VI el Bravo Kasztília, Galicia és León királya | 1047 körül – 1109. június 29. (70 éves kora körül) | 1072. október 7.   | 1109. június 29. | Jimenóiak    | II. Sancho kasztíliai és leóni király testvére, egyben leóni (1065–1109) és galiciai király (1071–72, 1072–1109)      |        |
| Vakmerő Urraca spanyolul: Urraca la Temeraria Kasztília, Galicia és León királya   | 1081. június 24. – 1126. március 8. (44 évesen)    | 1109. június 29.   | 1126. március 8. | Jimenóiak    | VI. Alfonz kasztíliai, galiciai és leóni király és Burgundi Konstancia leánya, egyidejűleg leóni és galiciai királynő |        |

### Burgundi–Ivreai-ház (1126–1369)
width="100%"

| Uralkodó                                                                                   | Életterminusa                                         | Uralkodása kezdete                | Uralkodása vége                    | Uralkodóháza      | Megjegyzés | Portré |
| ------------------------------------------------------------------------------------------ | ----------------------------------------------------- | --------------------------------- | ---------------------------------- | ----------------- | --- | ------ |
| VII. Császár Alfonz spanyolul: Alfonso VII el Emperador Kasztília, Galicia és León királya | 1105. március 1. – 1157. augusztus 21. (52 évesen)    | 1126. március 8.                  | 1157. augusztus 21.                | Burgundi–Ivreaiak | Rajmund burgundi gróf és Urraca kasztíliai, galiciai és leóni királynő fia, Hispánia császárává koronáztatta magát       |        |
| III. Óhajtott Sancho spanyolul: Sancho III el Deseado Kasztília és Toledo királya          | 1133 körül – 1158. augusztus 31. (24 éves kora körül) | 1157. augusztus 21.               | 1158. augusztus 31.                | Burgundi–Ivreaiak | VII. Alfonz kasztíliai, galiciai és leóni király és Barcelonai Berengária királyné elsőszülött fia                       |        |
| VIII. Nemes Alfonz spanyolul: Alfonso VIII el Noble Kasztília királya                      | 1155. november 11. – 1214. október 6. (58 évesen)     | 1158. augusztus 31.               | 1214. október 6.                   | Burgundi–Ivreaiak | III. Sancho kasztíliai király és Navarrai Blanka királyné fia                                                            |        |
| I. Henrik spanyolul: Enrique I Kasztília királya                                           | 1204. április 14. – 1217. június 6. (13 évesen)       | 1214. október 6.                  | 1217. június 6.                    | Burgundi–Ivreaiak | VIII. Alfonz kasztíliai király és Angliai Eleonóra királyné fia                                                          |        |
| Berengária spanyolul: Berenguela Kasztília királynője                                      | 1180. június 1. – 1246. november 8. (66 évesen)       | 1217. június 6.                   | 1217. augusztus 31.                | Burgundi–Ivreaiak | I. Henrik nővére, IX. Alfonz leóni király hitveseként León királynéja, lemondott trónjáról fiuk, Ferdinánd infáns javára |        |
| III. Szent Ferdinánd spanyolul: Fernando III el Santo Kasztília és León királya            | 1199. augusztus 5. – 1252. május 30. (55 évesen)      | 1217. augusztus 31.               | 1252. május 30.                    | Burgundi–Ivreaiak | IX. Alfonz leóni király és Berengária kasztíliai királynő fia, 1230-tól León királya is. 1671-ben szentté avatták        |        |
| X. Bölcs Alfonz spanyolul: Alfonso X el Sabio Kasztília és León királya                    | 1221. november 23. – 1284. április 4. (62 évesen)     | 1252. június 1.                   | 1284. április 4.                   | Burgundi–Ivreaiak | III. Ferdinánd kasztíliai és leóni király és Sváb Beatrix királyné fia, egyben német király is (1257)                    |        |
| IV. Merész Sancho spanyolul: Sancho IV el Bravo Kasztília és León királya                  | 1258. május 12. – 1295. április 25. (36 évesen)       | 1284. április 4.                  | 1295. április 25.                  | Burgundi–Ivreaiak | X. Alfonz kasztíliai és leóni király és Aragóniai Jolán királyné fia                                                     |        |
| IV. Megidézett Ferdinánd spanyolul: Fernando IV el Emplazado Kasztília és León királya     | 1285. december 6. – 1312. szeptember 7. (26 évesen)   | 1295. április 25.                 | 1312. szeptember 7.                | Burgundi–Ivreaiak | IV. Sancho kasztíliai és leóni király és María de Molina fia                                                             |        |
| XI. Igazságos Alfonz spanyolul: Alfonso XI el Justiciero Kasztília és León királya         | 1311. augusztus 13. – 1350. március 26. (38 évesen)   | 1312. szeptember 7.               | 1350. március 26.                  | Burgundi–Ivreaiak | IV. Ferdinánd kasztíliai és leóni király és Portugáliai Konstanca királyné fia                                           |        |
| I. Kegyetlen Péter spanyolul: Alfonso XI el Cruel Kasztília és León királya                | 1334. augusztus 30. – 1369. március 23. (34 évesen)   | 1350. március 26.1367. április 3. | 1366. március 13.1369. március 23. | Burgundi–Ivreaiak | IV. Ferdinánd kasztíliai és leóni király és Portugáliai Konstanca királyné fia                                           |        |

### Trastámara-ház (1369–1555)
| Uralkodó                                                                                | Életterminusa                                      | Uralkodása kezdete                 | Uralkodása vége                 | Uralkodóháza | Megjegyzés | Portré |
| --------------------------------------------------------------------------------------- | -------------------------------------------------- | ---------------------------------- | ------------------------------- | ------------ | --- | ------ |
| II. Testvérgyilkos Henrik spanyolul: Enrique II el Fratricida Kasztília és León királya | 1334. január 13. – 1379. május 29. (45 évesen)     | 1366. március 13.1369. március 23. | 1367. április 3.1379. május 29. | Trastámarák  | I. Péter kasztíliai és leóni király féltestvére, XI. Alfonz és Leonor de Guzmán házasságon kívül született fia                                                                                               |        |
| I. János spanyolul: Juan I Kasztília és León királya                                    | 1358. augusztus 24. – 1390. október 9. (32 évesen) | 1379. május 29.                    | 1390. október 9.                | Trastámarák  | I. János kasztíliai és leóni király és Kasztíliai Johanna Mánuel fia |        |
| III. Szenvedő Henrik spanyolul: Enrique III el Doliente Kasztília és León királya       | 1379. október 4. – 1406. december 25. (27 évesen)  | 1390. október 9.                   | 1406. december 25.              | Trastámarák  | I. János kasztíliai és leóni király és Aragóniai Eleonóra királyné fia |        |
| II. János spanyolul: Juan II Kasztília és León királya                                  | 1405. március 6. – 1454. július 22. (48 évesen)    | 1406. december 25.                 | 1454. július 22.                | Trastámarák  | III. Henrik kasztíliai és leóni király és Angliai Katalin királyné fia |        |
| IV. Tehetetlen Henrik spanyolul: Enrique IV el Impotente Kasztília és León királya      | 1425. január 5. – 1474. december 11. (49 évesen)   | 1454. július 22.                   | 1474. december 11.              | Trastámarák  | II. János kasztíliai és leóni király és Aragóniai Mária királyné fia |        |
| Johanna, Beltran lánya spanyolul: Juana la Beltraneja Kasztília és León királynője      | 1462. február 28. – 1530. április 12. (68 évesen)  | 1474. december 11.                 | 1479. szeptember 4.             | Trastámarák  | IV. Henrik kasztíliai és leóni király és Johanna portugáliai infánsnő leánya, a kasztíliai örökösödési háború során nagynénje, Izabella elűzte trónjáról                                                     |        |
| I. Katolikus Izabella spanyolul: Isabel I la Católica Kasztília és León királynője      | 1451. április 22. – 1504. november 26. (53 évesen) | 1474. december 13.                 | 1504. november 26.              | Trastámarák  | II. János kasztíliai és leóni király és Izabella portugáliai infánsnő leánya, hozzáment I. Ferdinánd aragón királyhoz                                                                                        |        |
| II. Őrült Johanna spanyolul: Juana II la Loca Kasztília és Aragónia királynője          | 1479. november 6. – 1555. április 12. (75 évesen)  | 1504. november 26.                 | 1555. április 12.               | Trastámarák  | I. Izabella kasztíliai és leóni királynő és II. Ferdinánd aragóniai király leánya, társuralkodója férje, Szép Fülöp, majd annak halála után régens mellette fiuk, a későbbi császár és király, Károly infáns |        |